# Alfons Siffer

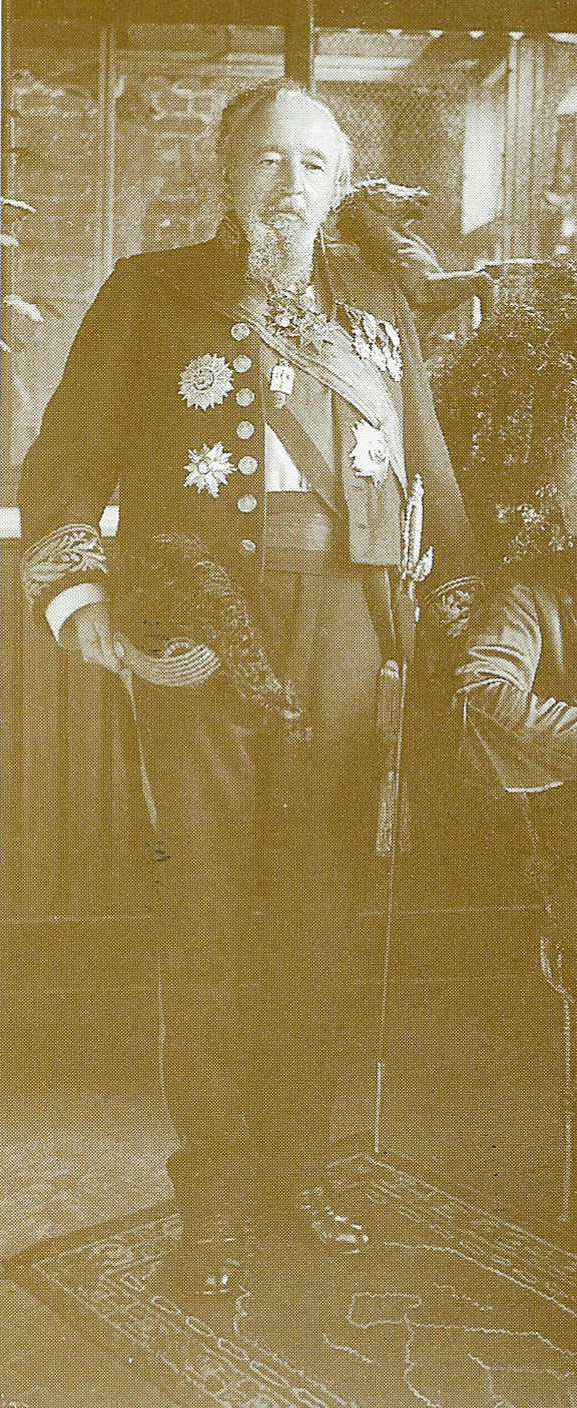
Alfons Siffer in vol ornaat.

Alfons Fréderic Siffer (Zomergem, 21 maart 1850 - Gent, 3 maart 1941) was een Belgisch uitgever en katholiek politicus. Hij was onder meer volksvertegenwoordiger. 

## Levensloop
Siffer was een zoon van Pieter Sieffer, afkomstig uit Pruisen, en van diens tweede vrouw Eugenie Tierenteyn uit Ronsele. De vader was een Pruisische soldaat die zich na de Slag bij Waterloo in Zomergem kwam vestigen. Hij baatte in de Kloefkappersstraat - nu Alfons Sifferstraat - een winkel uit en fabriceerde regenschermen. De activiteit was winstgevend en gaf Alfons de gelegenheid om te studeren. Hij doorliep de humaniora aan het bisschoppelijk college in Sint-Niklaas en studeerde rechten aan de Katholieke Universiteit Leuven, een studie die hij om gezondheidsredenen moest afbreken. In 1874 behaalde hij dan nog aan de Rijksuniversiteit Gent het diploma van kandidaat-notaris. Tijdens zijn studies in Leuven was hij lid van het literair-cultureel studentengenootschap Met Tijd en Vlijt.
In 1879 trad hij in het huwelijk met drukkersdochter Marie Fierlefijn en opende hij een boekhandel en uitgeverij op de hoek van het Sint-Baafsplein en de Lange Kruisstraat in Gent. Samen met zijn vermogende schoonzus, halfzus van zijn echtgenote, stichtte hij de vennootschap Siffer-Leliart, die heel wat drukwerk produceerde. Hij werd de vaste drukker van de Koninklijke Vlaamse Academie voor Taal- en Letterkunde en drukte ook veel tijdschriften.
Een andere uitgave was Het Verklarend Woordenboek met platen voor België en Nederland uit 1893 van priester-leraar Jozef Bal (1856-1921). Het was het eerste volledig Nederlandstalige encyclopedische woordenboek in Vlaanderen, een voorloper van de geïllustreerde en verklarende woordenboeken.
Hij drukte ook Franstalige katholieke tijdschriften, in het bijzonder Le magasin littéraire, waar hij redactielid van was, en Le Drapeau, een tijdschrift van progressieve katholieke jongeren, geleid door Firmin Vandenbosch en Hector Hoornaert.
Siffer gaf veel werk uit van katholieke auteurs, onder wie Hilda Ram, Karel de Gheldere, August Cuppens, Hugo Verriest, Alfons Moortgat, René De Clercq, Amaat Joos.
Na de oorlog verloor Siffer een aanzienlijk deel van zijn fortuin. Hij had belegd in de mijnen van het Donetsbekken in Oekraïne, wat als gevolg van de Russische Revolutie in rook opging. In 1933 werd zijn zaak overgenomen door Standaard Boekhandel.

## Davidsfonds
In 1875 werd hij in Gent medestichter van de Gentse afdeling van het Davidsfonds. Van toen af bekleedde hij een belangrijke positie in het Gentse katholiek-Vlaamse leven. Hij werd in 1885 penningmeester en was van 1910 tot 1930 voorzitter van het Gentse Davidsfonds. Zijn voornaamste inzet ging naar het inzamelen van geld voor het stichten van volksbibliotheken.
In 1878, bij de reorganisatie van het hoofdbestuur van het Davidsfonds, werd hij lid van dit bestuur. Van 1910 tot 1935 was hij ondervoorzitter en droeg aanzienlijk bij tot de heropleving van het Davidsfonds na de Eerste Wereldoorlog. 
Vanaf 1886 gaf hij onder impuls van het Davidsfonds het katholieke tijdschrift Het Belfort uit dat vanaf 1900 nauw ging samenwerken met het Nederlandse De Dietsche Warande, opgericht door Joseph Alberdingk Thijm. De naam werd Dietsche Warande en Belfort. Siffer was zowel redactielid als drukker.

## Politiek
In 1895 werd hij voor de Katholieke Partij gemeenteraadslid van Gent. Van 1909 tot 1912 was Siffer schepen van openbare werken en gezondheidszorg. In 1909-1911, tijdens een moeilijke politieke periode in Gent, was hij dienstdoend burgemeester.
In 1909 gevraagd om de openingsrede uit te spreken bij het begin van het academisch jaar aan de Gentse universiteit, was het de eerste maal dat deze feestrede in het Nederlands werd uitgesproken. 
Hij werd in 1912, als lijstaanvoerder van de katholieke lijst, verkozen tot lid van de Kamer van volksvertegenwoordigers voor het arrondissement Gent. Hij vervulde dit mandaat tot einde 1932. In het parlement vertegenwoordigde hij de middenstandskringen. Hij verdedigde ook de belangen en de expansie van de Gentse haven.
Van oktober tot december 1914 verbleef hij in de gevangenis, als een van de zes vooraanstaande gijzelaars die de Duitsers opsloten. In 1916 schaarde hij zich achter het protest tegen de door de Duitsers doorgevoerde vernederlandsing van de Gentse universiteit.
Op 4 november 1918 nam hij met enkele andere prominenten het bestuur van de stad Gent in handen.
Vanaf 1921 was hij opnieuw gemeenteraadslid van Gent en werd eerste schepen, belast met haven en openbare werken. Hij oefende dit ambt uit tot in 1939. 

## Andere activiteiten
Siffer was in 1876 stichtend voorzitter van de Penning der katholieke scholen, lid van de Gentse Sint-Vincentius à Paulovereniging, lid van het beschermcomité van de Katholieke Vlaamse Hogeschooluitbreiding, lid van Anti-socialistische Liga, vanaf 1890 ondervoorzitter van de Gentse middenstandsorganisatie Gilde van ambachten en neringen en stichtend lid van de Gentse Burgerkring.

## Eerbetoon
- In Zomergem is de Alfons Sifferstraat naar hem genoemd.
- In de haven van Gent is er een Sifferdok.